# Gédéon Bordiau

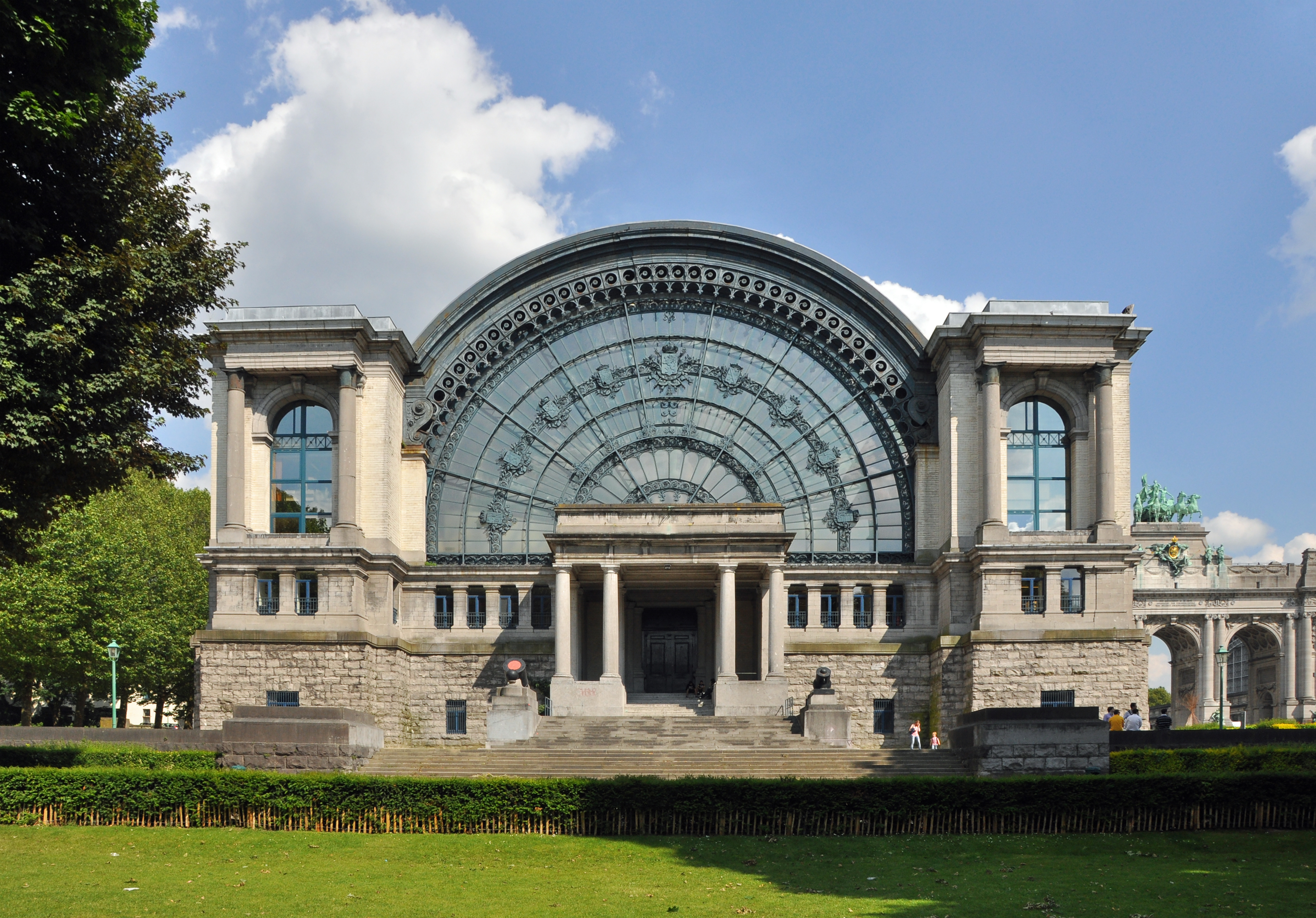
Tentoonstellingshal, 1880

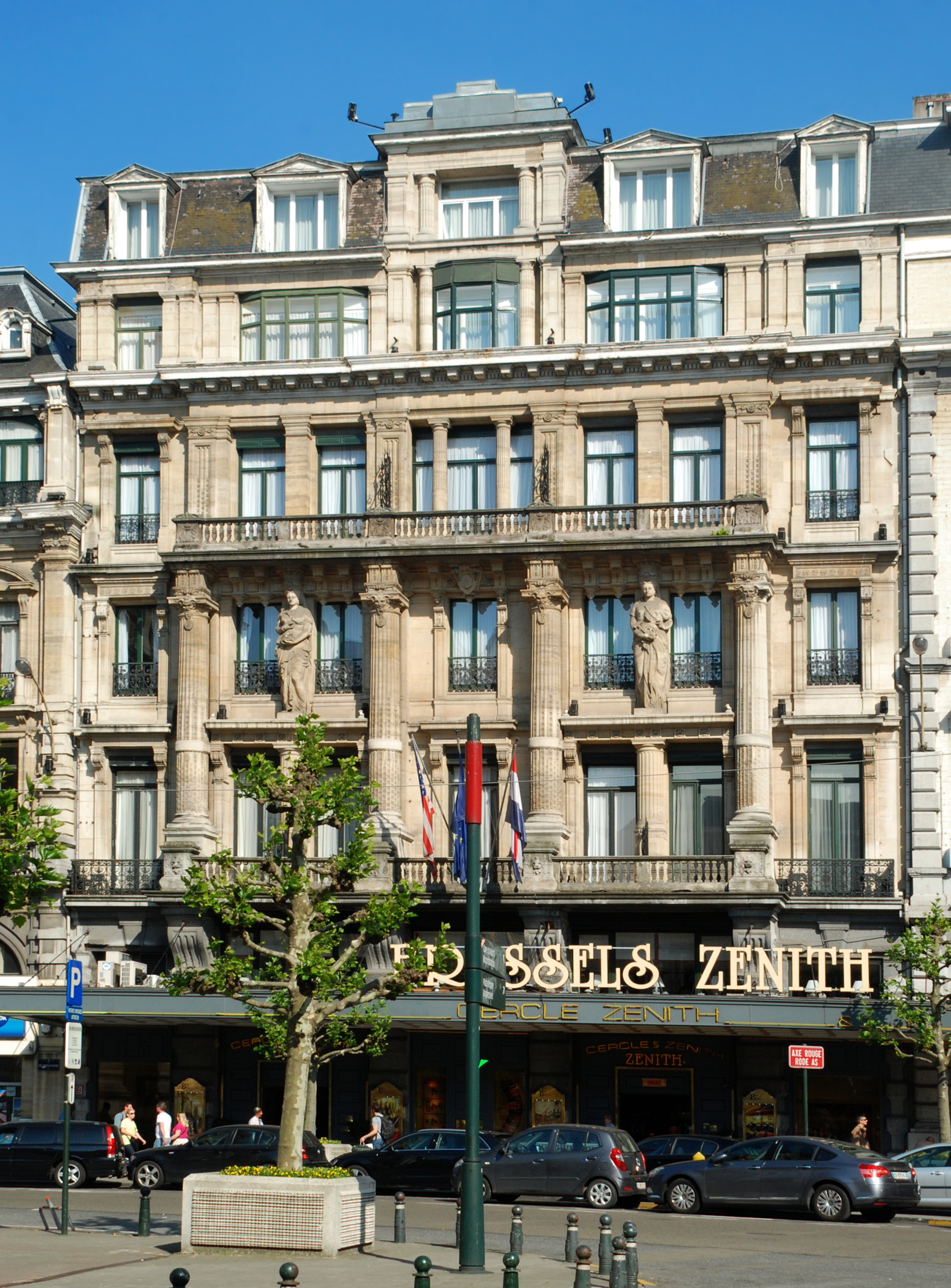
De Brouckèreplein 17 (1872)

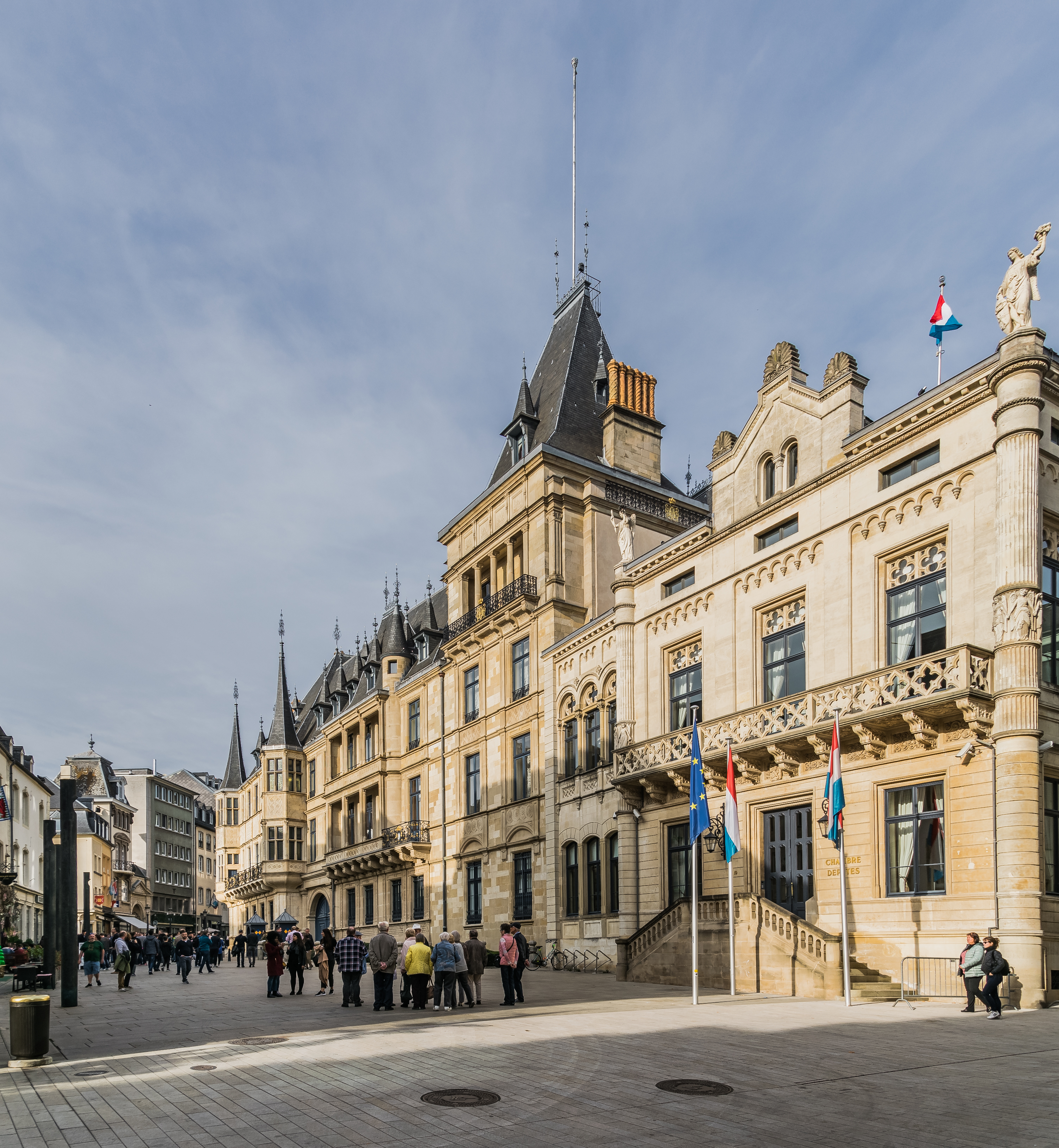
Aanbouw van het Groothertogelijk Paleis (1890)

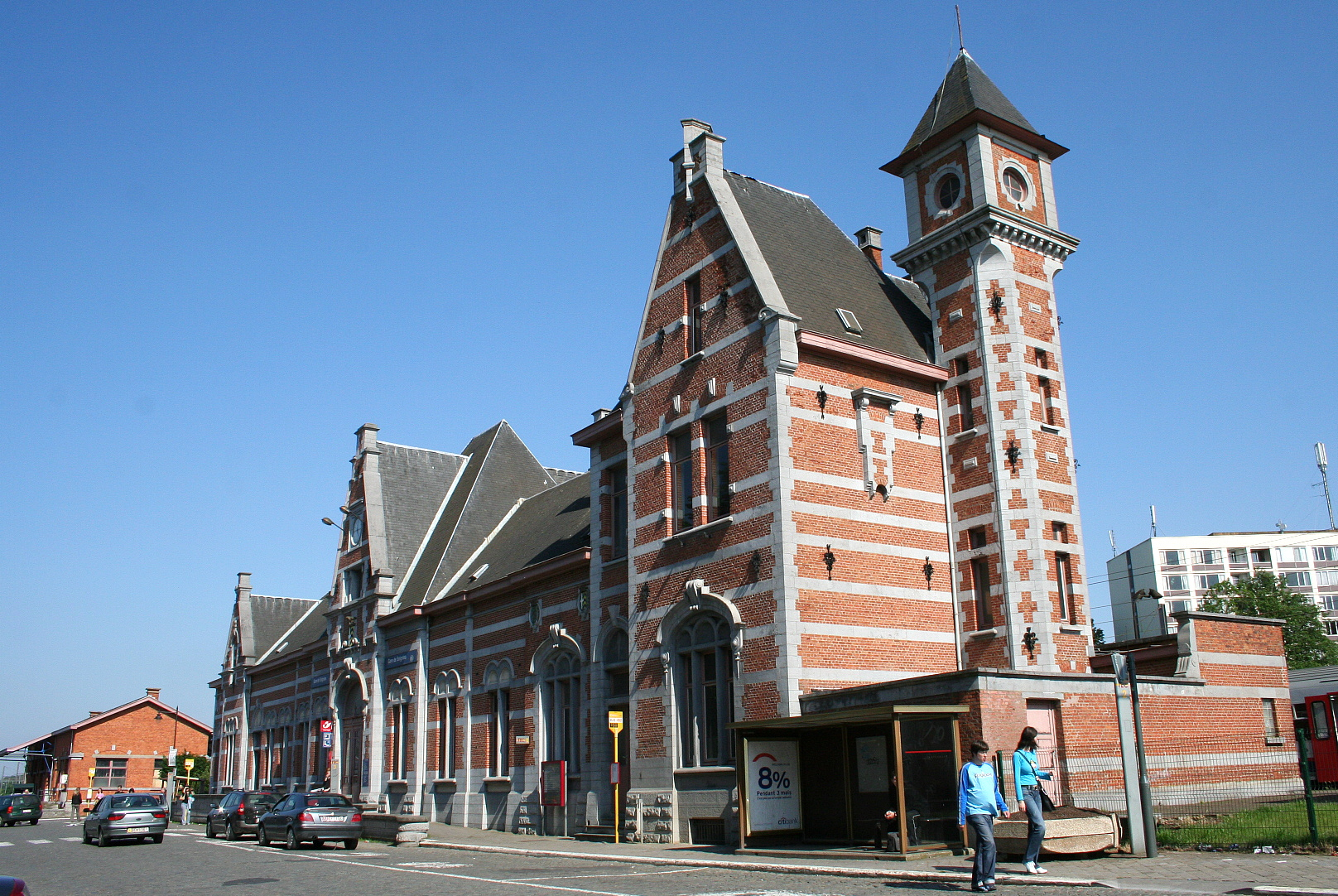
Station van Soignies (1891)

Gédéon Bordiau of Gidéon Bourdiau (Neufvilles, 2 februari 1832 - Brussel, 23 januari 1904) was een Belgisch architect en stadsplanner.

## Leven
Bordiau was een herbergierszoon uit Neufvilles, een Henegouws dorp nabij Zinnik. Hij studeerde aan de Brussese Kunstacademie (1847-1854) en werd tekenaar voor Joseph Poelaert. Wanneer zijn leermeester in 1856 ontslag nam als stadsarchitect van Brussel, werd Bordiau diens opvolger. Hij werkte mee aan de meeste grote projecten van Poelaert, waaronder het Justitiepaleis van Brussel, een eindeloze werf die pas voltooid werd na Poelaerts dood. Bordiau deed er een zekere voorliefde op voor zware steenmassa's en gigantisme.
Hij realiseerde zijn eerste persoonlijke project op het Madouplein, waar hij een reeks kunstenaarsateliers bouwde in neorenaissancestijl. Ze waren in exedra gerangschikt rond de ingang van de Leuvensesteenweg. Rond 1872 nam hij ook deel aan de bebouwing van de centrale lanen op de overwelfde Zenne. Het hoekpand Anspachlaan/Kiekenmarkt is van zijn hand en met een gebouw op het De Brouckèreplein behaalde hij de 13e prijs in de Architectuurwedstrijd van de Stad Brussel.
Vervolgens was Bordiau actief in de nieuwe wijken die vorm gaven aan de uitdeinende stad. Hij tekende het aanlegplan voor de Wijk van de Squares, zo genoemd naar de pleinen die hij mooi in elkaar liet overlopen op het glooiende terrein. Zijn ontwerp voor een Paleis voor Schone Kunsten moest het afleggen tegen dat van Victor Horta, maar burgemeester Jules Anspach betrok hem bij de heraanleg van het omliggende stadsdeel. In opdracht van de Belgische staat ontwierp hij het Nijverheidspaleis en de tuinen op het plateau van Linthout, weldra omgedoopt tot Jubelpark. Bijna twintig jaar was hij daarmee bezig, afhankelijk van de beschikbare budgetten. Hij ontwierp verschillende paviljoenen voor de grote tentoonstellingen die in het Jubelpark werden georganiseerd (1880, 1888, 1897). Bordiau stond bekend om de energie en het enthousiasme waarmee hij tewerk ging.
In 1890 deed groothertog Adolf een beroep op Bordiau voor de creatie van het Groothertogelijk Paleis van Luxemburg uit de samenvoeging van raadhuis, stadswaag en een toren. Bordiau uniformiseerde de voorgevel, gaf de torentjes spitse daken en voegde een nieuwe vleugel toe in neo-Franse-renaissance.
Hij stierf op 71-jarige leeftijd in zijn woning (Jozef II-straat 68), korte tijd na zijn vrouw Marie-Mathilde Mareska (1839-1903).

## Werk
- 1861-1862: kunstenaarshuizen aan het Madouplein in Sint-Joost-ten-Node (afgebroken)
- 1873-1877: aanleg van het Leopoldpark (vogelkooien, waterpartijen, alken en toegangspoort)
- 1872-1876: opbrengsthuis aan het De Brouckèreplein 17 (geïntegreerd in Hotel Métropole)
- 1873: verbouwing van het Luxemburgisches Schloss in Königstein
- 1873-1874: Herenhuis Bauwens aan de Kleine Zavel 14
- 1875-1880: Wijk van de Squares (Maria-Louizasquare, Palmerstonlaan, Ambiorixsquare, Margaretaplein)
- 1877: herenhuis in de Galileïstraat, Sint-Joost-ten-Noode
- 1878-1904: Jubelpark (o.a. tentoonstellingspaleizen)
- 1881: herenhuis in de Hertogstraat, Watermaal-Bosvoorde
- 1891: Station Zinnik. Het ontwerp van dit station wordt eveneens toegewezen aan spoorwegarchitect Henri Fouquet. Het is aannemelijk dat deze het station op het einde van zijn loopbaan ontworpen heeft, en de leiding van de bouwwerken bij Gédéon Bordiau berustte.
- 1891-1894: renovatie van het Groothertogelijk Paleis van Luxemburg en aanbouw van de Badenvleugel (met Charles Arendt)
- 1902-1903: uitbreiding van de zittingzaal van de Belgische Senaat
- Eigen architectenbureau in de Spastraat, Brussel

## Eerbetoon
De grote tentoonstellingsruimte van het Legermuseum heet naar haar ontwerper Bordiauhal.

## Publicaties
- Palais des Beaux-Arts destiné aux fêtes, concerts et réunions publiques, 1870
- Réponse à la notice complémentaire de la Compagnie Immobilière de Belgique, 1870
- Notice sur Alphonse Balat, 1903